# جیزل
ئه‌ری اوچیناگا (内永 枝利 Uchinaga Eri, زادهٔ ۳۰ اکتبر ۲۰۰۰)، که به‌طور حرفه‌ای با نام جیزل (انگلیسی: Giselle) شناخته می‌شود، خواننده و رپر ژاپنی ساکن کره جنوبی است. او یکی از اعضای گروه دخترانه کره‌ای اسپا است که در نوامبر ۲۰۲۰ توسط اس‌ام انترتینمنت تشکیل شد.

## اوایل زندگی
جیزل زادهٔ گانگنام گو، سئول، کره جنوبی از مادر کره‌ای و پدر ژاپنی است و در توکیو، ژاپن بزرگ شد. او به زبان‌های ژاپنی، کره‌ای و انگلیسی مسلط است.

## حرفه

### ۲۰۲۰–اکنون: آغاز فعالیت با اسپا
پس از ۱۱ ماه کارآموزی، اس‌ام انترتینمنت از جیزل به عنوان سومین عضو اسپا در ۶ نوامبر ۲۰۲۰ رونمایی کرد، و این گروه، اولین گروه این کمپانی پس از رد ولوت در سال ۲۰۱۴ است. اسپا با تک‌آهنگ «مامبای سیاه» در ۱۷ نوامبر ۲۰۲۰ فعالیتش را آغاز کرد.
در دسامبر ۲۰۲۱، جیزل در تک‌آهنگ «باغ‌وحش» به همراه هم‌کمپانی‌هایش در اس‌ام برای آلبوم ۲۰۲۱ وینتر اس‌ام تاون: اس‌ام‌سی‌یو اکسپرس مشارکت داشته است.

## فعالیت‌های دیگر

### پشتیبانی‌ها
در ۱ مارس ۲۰۲۴، جیزل به عنوان سفیر برند مد لوکس اسپانیایی لوئه‌وه انتخاب شد. او نخستین حضور خود به عنوان سفیر این برند را در طی کالکشن پوشاک آماده پاییز ۲۰۲۴ این برند در پاریس انجام داد.

### فعالیت‌های انسان دوستانه
در ژوئن ۲۰۲۲، جیزل مبلغ ۱۰ میلیون وون به یوهنگ‌سا، یک سازمان غیرانتفاعی که هدفش بازپروری حیوانات رهاشده است، اهدا کرد.

## ترانه‌شناسی

### همکاری‌ها
| عنوان                                                                         | سال  | بهترین موقعیت جدول | بهترین موقعیت جدول | بهترین موقعیت جدول | آلبوم                                 |
| عنوان                                                                         | سال  | کره جنوبی          | نیوزیلند هات       | سنگاپور            | آلبوم                                 |
| ----------------------------------------------------------------------------- | ---- | ------------------ | ------------------ | ------------------ | ------------------------------------- |
| "Zoo" (ته‌یونگ، جه‌نو، هندری و یانگ‌یانگ)                                        | ۲۰۲۱ | —                  | ۳۸                 | —                  | ۲۰۲۱ وینتر اس‌ام تاون: اس‌ام‌سی‌یو اکسپرس |
| "Jet" (به همراه اون‌هیوک، هیویون، جه‌نو، جه‌مین، سونگ‌چان و وینتر)                | ۲۰۲۲ | —                  | —                  | —                  | ۲۰۲۲ وینتر اس‌ام تاون: اس‌ام‌سی‌یو پَلِس    |
| نشانهٔ «—» مواردی را نشان می‌دهد که در آن کشور منتشر نشده یا به جدول نرسیده‌اند. |      |                    |                    |                    |                                       |

### اعتبار آهنگسازی
تمام اعتبارات برگرفته از انجمن حق تکثیر موسیقی کره است مگر اینکه خلاف آن ذکر شده باشد.
| عنوان    | سال  | آرتیست                                         | آلبوم                                 | آهنگساز | ترانه‌سرا |
| -------- | ---- | ---------------------------------------------- | ------------------------------------- | ------- | -------- |
| «Zoo»    | ۲۰۲۱ | خودش (به همراه ته‌یونگ، جه‌نو، هندری و یانگ‌یانگ) | ۲۰۲۱ وینتر اس‌ام تاون: اس‌ام‌سی‌یو اکسپرس | N       | Yes      |
| "2Hot4U" | ۲۰۲۳ | خودش                                           | تک‌آهنگ خارج از آلبوم                  | Yes     | Yes      |